# Partecipanti al Giro di Polonia 2011
Qui di seguito viene riportato l'elenco dei partecipanti al Giro di Polonia 2011.

## Corridori per squadra
Nota: R ritirato, NP non partito, FT fuori tempo
| Team Garmin-Cervélo    | Team Garmin-Cervélo    | Team Garmin-Cervélo    | BMC Racing Team       | BMC Racing Team       | BMC Racing Team       | Vacansoleil-DCM Pro Cycling Team | Vacansoleil-DCM Pro Cycling Team | Vacansoleil-DCM Pro Cycling Team |
| ---------------------- | ---------------------- | ---------------------- | --------------------- | --------------------- | --------------------- | -------------------------------- | -------------------------------- | -------------------------------- |
| 1                      | Daniel Martin          | 2º                     | 81                    | Alessandro Ballan     | NP 3ª                 | 161                              | Matteo Carrara                   | 98º                              |
| 2                      | Michel Kreder          | R 5ª                   | 82                    | Chad Beyer            | R 6ª                  | 162                              | Ruslan Pidhornyj                 | 67º                              |
| 3                      | Christophe Le Mével    | 38º                    | 83                    | Chris Butler          | 103º                  | 163                              | Romain Feillu                    | 96º                              |
| 4                      | Heinrich Haussler      | 50º                    | 84                    | Alexander Kristoff    | 115º                  | 164                              | Michał Gołaś                     | 60º                              |
| 5                      | Martijn Maaskant       | R 6ª                   | 85                    | John Murphy           | 134º                  | 165                              | Martijn Keizer                   | 125º                             |
| 6                      | Tom Peterson           | 72º                    | 86                    | Mauro Santambrogio    | 26º                   | 166                              | Sergej Lagutin                   | 14º                              |
| 7                      | Andrew Talansky        | 95º                    | 87                    | Timothy Roe           | 92º                   | 167                              | Marco Marcato                    | 3º                               |
| 8                      | Sep Vanmarcke          | 88º                    | 88                    | Danilo Wyss           | 78º                   | 168                              | Wout Poels                       | 4º                               |
| Liquigas-Cannondale    | Liquigas-Cannondale    | Liquigas-Cannondale    | Sky Procycling        | Sky Procycling        | Sky Procycling        | AG2R La Mondiale                 | AG2R La Mondiale                 | AG2R La Mondiale                 |
| 11                     | Valerio Agnoli         | 108º                   | 91                    | Kjell Carlström       | 102º                  | 171                              | Rinaldo Nocentini                | 6º                               |
| 12                     | Alan Marangoni         | 120º                   | 92                    | Steve Cummings        | 9º                    | 172                              | Maxime Bouet                     | NP 2ª                            |
| 13                     | Maciej Bodnar          | R 6ª                   | 93                    | Chris Froome          | 85º                   | 173                              | Steve Houanard                   | 48º                              |
| 14                     | Eros Capecchi          | 74º                    | 94                    | Peter Kennaugh        | 5º                    | 174                              | Ben Gastauer                     | 70º                              |
| 15                     | Dominik Nerz           | 113º                   | 95                    | Thomas Löfkvist       | 62º                   | 175                              | Matteo Montaguti                 | 66º                              |
| 16                     | Vincenzo Nibali        | 34º                    | 96                    | Lars Petter Nordhaug  | 16º                   | 176                              | Mathieu Perget                   | 39º                              |
| 17                     | Maciej Paterski        | 44º                    | 97                    | Morris Possoni        | 82º                   | 177                              | Anthony Ravard                   | R 5ª                             |
| 18                     | Peter Sagan            | 1º                     | 98                    | Ian Stannard          | 61º                   | 178                              | Christophe Riblon                | 8º                               |
| Lampre-ISD             | Lampre-ISD             | Lampre-ISD             | Pro Team Astana       | Pro Team Astana       | Pro Team Astana       | Skil-Shimano                     | Skil-Shimano                     | Skil-Shimano                     |
| 21                     | Przemysław Niemiec     | 11º                    | 101                   | Asan Bazaev           | 77º                   | 181                              | Thierry Hupond                   | 52º                              |
| 22                     | Michele Scarponi       | R 7ª                   | 102                   | Simon Clarke          | 49º                   | 182                              | Matthieu Sprick                  | 94º                              |
| 23                     | Oleksandr Kvačuk       | 121º                   | 103                   | Aleksandr D'jačenko   | 119º                  | 183                              | Johannes Fröhlinger              | 30º                              |
| 24                     | Marco Marzano          | 71º                    | 104                   | Enrico Gasparotto     | 84º                   | 184                              | Albert Timmer                    | 131º                             |
| 25                     | Daniele Righi          | 117º                   | 105                   | Andrej Mizurov        | 57º                   | 185                              | Tom Veelers                      | NP 5ª                            |
| 26                     | Alessandro Spezialetti | 90º                    | 106                   | Robert Kišerlovski    | 31º                   | 186                              | Simon Geschke                    | 109º                             |
| 27                     | Simon Špilak           | 73º                    | 107                   | Evgenij Petrov        | 86º                   | 187                              | Ji Cheng                         | R 5ª                             |
| 28                     | Diego Ulissi           | 83º                    | 108                   | Fredrik Kessiakoff    | 12º                   | 188                              | Marcel Kittel                    | 129º                             |
| Quickstep Cycling Team | Quickstep Cycling Team | Quickstep Cycling Team | Omega Pharma-Lotto    | Omega Pharma-Lotto    | Omega Pharma-Lotto    | De Rosa-Ceramica Flaminia        | De Rosa-Ceramica Flaminia        | De Rosa-Ceramica Flaminia        |
| 31                     | Dario Cataldo          | 87º                    | 111                   | Jan Bakelants         | 21º                   | 191                              | Paolo Bailetti                   | 46º                              |
| 32                     | Francesco Chicchi      | R 6ª                   | 112                   | Adam Blythe           | R 6ª                  | 192                              | Federico Rocchetti               | 101º                             |
| 33                     | Marc de Maar           | 23º                    | 113                   | Bart De Clercq        | NP 3ª                 | 193                              | Francisco Vila                   | 53º                              |
| 34                     | Davide Malacarne       | 55º                    | 114                   | Francis De Greef      | 25º                   | 194                              | Giorgio Brambilla                | R 6ª                             |
| 35                     | Francesco Reda         | R 6ª                   | 115                   | Adam Hansen           | 54º                   | 195                              | Michele Merlo                    | R 6ª                             |
| 36                     | Kevin Seeldraeyers     | 19º                    | 116                   | Óscar Pujol           | 104º                  | 196                              | Gianluca Maggiore                | 126º                             |
| 37                     | Tom Boonen             | 110º                   | 117                   | Vicente Reynés        | 68º                   | 197                              | Matteo Fedi                      | 132º                             |
| 38                     | Kristof Vandewalle     | 65º                    | 118                   | Jussi Veikkanen       | 63º                   | 198                              | Fabio Piscopiello                | 122º                             |
| Katusha Team           | Katusha Team           | Katusha Team           | Rabobank Cycling Team | Rabobank Cycling Team | Rabobank Cycling Team | CCC Polsat-Polkowice             | CCC Polsat-Polkowice             | CCC Polsat-Polkowice             |
| 41                     | Arkimedes Arguelyes    | 106º                   | 121                   | Graeme Brown          | R 4ª                  | 201                              | Marek Rutkiewicz                 | 10º                              |
| 42                     | Giampaolo Caruso       | 13º                    | 122                   | Stef Clement          | 64º                   | 202                              | Jacek Morajko                    | 89º                              |
| 43                     | Pëtr Ignatenko         | R 6ª                   | 123                   | Jos van Emden         | R 5ª                  | 203                              | José João Pimenta                | 42º                              |
| 44                     | Danilo Di Luca         | 99º                    | 124                   | Rick Flens            | R 6ª                  | 204                              | Tomasz Marczyński                | 28º                              |
| 45                     | Luca Paolini           | 22º                    | 125                   | Paul Martens          | 33º                   | 205                              | Mateusz Taciak                   | 123º                             |
| 46                     | Alexandr Pliuschin     | 69º                    | 126                   | Michael Matthews      | 118º                  | 206                              | Błażej Janiaczyk                 | R 6ª                             |
| 47                     | Filippo Pozzato        | 124º                   | 127                   | Tom-Jelte Slagter     | 35º                   | 207                              | Bartłomiej Matysiak              | 114º                             |
| 48                     | Nikolaj Trusov         | 91º                    | 128                   | Dennis van Winden     | R 7ª                  | 208                              | Łukasz Bodnar                    | 128º                             |
| Saxo Bank-Sungard      | Saxo Bank-Sungard      | Saxo Bank-Sungard      | Team RadioShack       | Team RadioShack       | Team RadioShack       | Reprezentacja Polski             | Reprezentacja Polski             | Reprezentacja Polski             |
| 51                     | Jarosław Marycz        | 47º                    | 131                   | Matthew Busche        | 20º                   | 211                              | Bartosz Huzarski                 | 7º                               |
| 52                     | David Tanner           | R 7ª                   | 132                   | Manuel Cardoso        | R 6ª                  | 212                              | Jarosław Dąbrowski               | 105º                             |
| 53                     | Jonas Aaen Jørgensen   | 80º                    | 133                   | Sam Bewley            | R 6ª                  | 213                              | Paweł Cieślik                    | 29º                              |
| 54                     | Juan José Haedo        | NP 5ª                  | 134                   | Jaroslav Popovyč      | 111º                  | 214                              | Paweł Bernas                     | R 6ª                             |
| 55                     | Manuele Boaro          | R 6ª                   | 135                   | Geoffroy Lequatre     | 45º                   | 215                              | Kamil Gradek                     | R 6ª                             |
| 56                     | Rafał Majka            | 24º                    | 136                   | Tiago Machado         | 18º                   | 216                              | Piotr Gawroński                  | 133º                             |
| 57                     | Lucas Sebastián Haedo  | 112º                   | 137                   | Nélson Oliveira       | 79º                   | 217                              | Adrian Kurek                     | 100º                             |
| 58                     | Laurent Didier         | 116º                   | 138                   | Ivan Rovnyj           | 59º                   | 218                              | Michał Podlaski                  | 97º                              |
| HTC-Highroad           | HTC-Highroad           | HTC-Highroad           | Euskaltel-Euskadi     | Euskaltel-Euskadi     | Euskaltel-Euskadi     |                                  |                                  |                                  |
| 61                     | Michael Albasini       | 32º                    | 141                   | Koldo Fernández       | R 6ª                  |                                  |                                  |                                  |
| 62                     | John Degenkolb         | 76º                    | 142                   | Miguel Mínguez        | R 7ª                  |                                  |                                  |                                  |
| 63                     | Caleb Fairly           | R 4ª                   | 143                   | Pierre Cazaux         | 56º                   |                                  |                                  |                                  |
| 64                     | Leigh Howard           | 107º                   | 144                   | Daniel Sesma          | 75º                   |                                  |                                  |                                  |
| 65                     | Alex Rasmussen         | R 5ª                   | 145                   | Javier Aramendia      | NP 1ª                 |                                  |                                  |                                  |
| 66                     | Kanstancin Siŭcoŭ      | R 7ª                   | 146                   | Jonathan Castroviejo  | R 6ª                  |                                  |                                  |                                  |
| 67                     | Gatis Smukulis         | R 6ª                   | 147                   | Jorge Azanza          | 40º                   |                                  |                                  |                                  |
| 68                     | Martin Velits          | 93º                    | 148                   | Jon Izagirre          | 17º                   |                                  |                                  |                                  |
| Team Leopard-Trek      | Team Leopard-Trek      | Team Leopard-Trek      | Movistar Team         | Movistar Team         | Movistar Team         |                                  |                                  |                                  |
| 71                     | William Clarke         | 127º                   | 151                   | Marzio Bruseghin      | 43º                   |                                  |                                  |                                  |
| 72                     | Dominic Klemme         | R 6ª                   | 152                   | Ignatas Konovalovas   | R 7ª                  |                                  |                                  |                                  |
| 73                     | Giacomo Nizzolo        | 130º                   | 153                   | Vasil' Kiryenka       | R 7ª                  |                                  |                                  |                                  |
| 74                     | Thomas Rohregger       | 58º                    | 154                   | Ángel Madrazo         | 41º                   |                                  |                                  |                                  |
| 75                     | Oliver Zaugg           | 15º                    | 155                   | Carlos Oyarzún        | 36º                   |                                  |                                  |                                  |
| 76                     | Bruno Pires            | 37º                    | 156                   | Luis Pasamontes       | 51º                   |                                  |                                  |                                  |
| 77                     | Brice Feillu           | R 5ª                   | 157                   | Branislaŭ Samojlaŭ    | R 7ª                  |                                  |                                  |                                  |
| 78                     | Fabian Wegmann         | 27º                    | 158                   | Rubén Plaza           | 81º                   |                                  |                                  |                                  |